# 3911 Otomo
A 3911 Otomo (ideiglenes jelöléssel 1940 QB) a Naprendszer kisbolygóövében található aszteroida. Karl Wilhelm Reinmuth fedezte fel 1940. augusztus 31-én.